# کملوپس
کملوپس (به انگلیسی: Kamloops) شهری در کانادا است که در استان بریتیش کلمبیا واقع شده است.
شهر کملوپس در محل تلاقی دو شاخه از رودخانه تامپسون نزدیک به دریاچه کملوپس قرار دارد.
این شهر با ۸۵۶۷۸ نفر جمعیت در سال ۲۰۱۱ در لیست ۱۰۰ بزرگترین مناطق شهری در کانادا که نشان دهنده ۴۴ بزرگترین تراکم سرشماری در سراسر کشور است رتبه ۳۷ را دارد.

## خصوصیات
کملوپس ۸۵٬۶۷۸ نفر جمعیت دارد و ۳۴۵ متر بالاتر از سطح دریا واقع شده‌است.

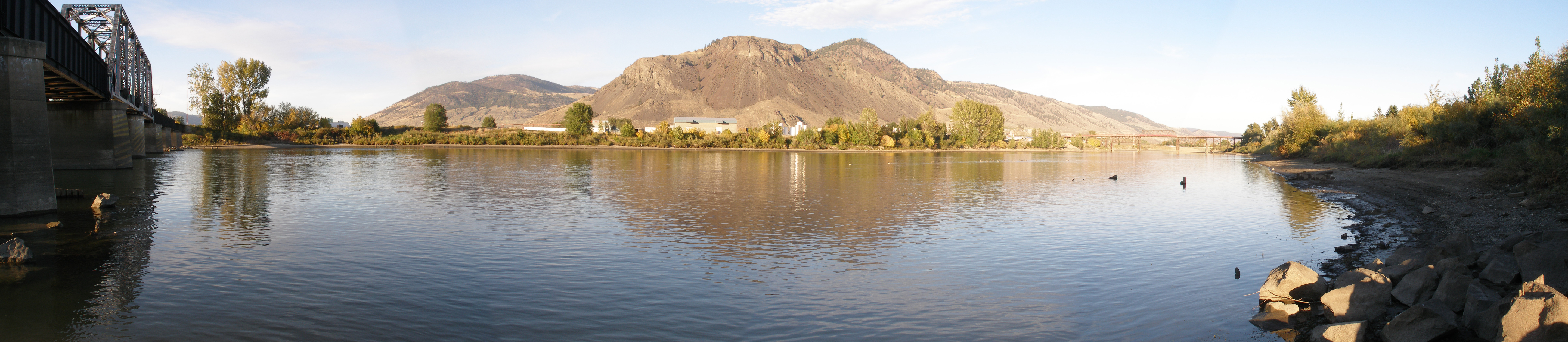
رودخانه تامپسون.

## خواهرخوانده
شهر علی صبیح خواهرخواندهٔ کملوپس هست.